# Římskokatolická farnost Libčeves
Římskokatolická farnost Libčeves (lat. Liebschovium) je církevní správní jednotka sdružující římské katolíky na území obce Libčeves a v jejím okolí. Organizačně spadá do lounského vikariátu, který je jedním z 10 vikariátů litoměřické diecéze. Centrem farnosti je kostel Stětí svatého Jana Křtitele v Libčevsi.

## Historie farnosti
Roku 1352 byla v místě plebánie. V období husitské revoluce se fara stala husitskou. V roce 1661 byl do farnosti ustanoven katolický farář. Od tohoto roku jsou také vedeny matriky.

### Duchovní správcové vedoucí farnost
Začátek působnosti jmenovaného v duchovní správě farnosti od:
- 1773 Franc. Strobel
- 1780 Joan. Schupp
- 1795 Jos. Nietschel; † 3. 10. 1813
- 1814 par. vacat, cap.[p 2] Franc. Langecker
- 1815 Jos. Schara; nar. 9. 12. 1766 Holubicens., o. 19. 12. 1790, † 25. 9. 1832
- 1833 par. vacat, cap.[p 2] Anton. Marsch
- 1834 Ign. Dittrich; nar. 26. 12. 1785 M. Račice, o. 11. 8. 1809, † 25. 12. 1850
- 1852 Wenc. Klee; nar. 11. 11. 1794 Ervěnice, o. 24. 8. 1819
- 1859 Anton. Jakowetz; nar. 30. 11. 1813 Libschic. o. 3. 8. 1838
- 1868 Anton. Langhans; nar. 22. 3. 1817 Filipov, o. 25. 7. 1843, † 26. 1. 1870
- 1871 Car. Seemann; nar. 24. 11. 1819 Bečov, o. 25. 7. 1844, † 28. 6. 1872
- 1873 Franc. Schlesinger; nar. 31. 5. 1830 Kleinskal. o. 25. 7. 1852
- 1889 Franc. Ludwig; nar. 2. 12. 1833 Třebenice, o. 26. 7. 1858, † 15. 5. 1909
- 1895 Franc. Reymann; nar. 17. 1. 1845 Třeboutice, o. 23. 7. 1870, † 23. 11. 1916
- 1918 Georg Simeth; nar. 25. 10. 1885 Neuhof, o. 12. 7. 1908
- 1936 par. vacat, admin. inter.[p 2] Joan. (Jan) Wollmann
- 1. 7. 1936 Jan Wollmann, farář; nar. 22. 8. 1903 Rumburk, o. 29. 6. 1936, † 24. 8. 1984
- 1. 7. 1969 Augustin M. Josef Petrucha, CCG, admin.
- 1. 7. 1972 Pavel Zelina
- 1. 6. 1977 Josef Kordík, admin.
- 1. 5. 1981 Jozef Piroh, admin.
- 1. 2. 1991 Werner Horák, admin. exc. z Loun
- do 31. 7. 2012 Pavel Michal, admin.
- 1. 8. 2012 Tomasz Dziedzic, admin. exc. z Třebenic
- 1. 3. 2019 Wojciech Szostek, admin. exc. z Libochovic[3]

Kromě kněží stojících v čele farnosti, působili ve farnosti v průběhu její historie i jiní kněží. Většinou pracovali jako farní vikáři, kaplani, katecheté, výpomocní duchovní aj.

## Území farnosti
Do farnosti náleží území obce:
- Hnojnice (Hnoynitz)[p 3]
- Charvatce (Charwatze,[2] Charwatz[4])[p 3]
- Lahovice (Labowitz,[2] Lahowitz[4])[p 3]
- Leská (Leska,[2] Leskai[4])[p 3]
- Libčeves (Liebshausen)[p 3]
- Všechlapy (Wschechlab[4])[p 3]
- Želkovice (Schelkowitz)[p 3]
- Židovice (Schidowitz,[2] Schiedowitz[4])[p 3]

## Římskokatolické sakrální stavby na území farnosti
| | Fotografie | Stavba                         | Místo     | Bohoslužby                      | Zeměpisné souřadnice             | Status          | Číslo kulturní památky           |
| Kostely | Kostely    | Kostely                        | Kostely   | Kostely                         | Kostely                          | Kostely         | Kostely                          |
| --- | ---------- | ------------------------------ | --------- | ------------------------------- | -------------------------------- | --------------- | -------------------------------- |
| 1. |            | Kostel Stětí sv. Jana Křtitele | Libčeves  | bližší informace o bohoslužbách | 50°27′8″ s. š., 13°50′16″ v. d.  | farní kostel    | 43287/5-1222 (Pk•MIS•Sez•Obr•WD) |
| 2. |            | Kostel sv. Petra a Pavla       | Želkovice | bližší informace o bohoslužbách | 50°27′47″ s. š., 13°52′27″ v. d. | filiální kostel | 43494/5-1515 (Pk•MIS•Sez•Obr•WD) |
| 3. |            | Kostel sv. Jakuba Staršího     | Lahovice  | bližší informace o bohoslužbách | 50°27′25″ s. š., 13°51′3″ v. d.  | filiální kostel | 11440/5-5779 (Pk•MIS•Sez•Obr•WD) |
| Kaple |            |                                |           |                                 |                                  |                 |                                  |
| 4. |            | Kaple sv. Jana Nepomuckého     | Leská     | bližší informace o bohoslužbách | 50°28′45″ s. š., 13°53′6″ v. d.  | kaple           | —                                |
| 5. |            | Kaple                          | Všechlapy | bohoslužby příležitostně        | 50°27′31″ s. š., 13°50′10″ v. d. | kaple           | —                                |
| 6. |            | Kaple                          | Židovice  | bohoslužby příležitostně        | 50°26′39″ s. š., 13°51′53″ v. d. | kaple           | —                                |
| Zaniklé objekty |            |                                |           |                                 |                                  |                 |                                  |
| 7. |            | Kaple sv. Vavřince             | Charvatce | nelze sloužit                   |                                  | zbořená kaple   | —                                |
| Některé drobné sakrální stavby a pamětihodnosti lze dohledat zde v databázi Drobné sakrální památky Zaniklé sakrální stavby lze dohledat zde v databázi Poškozené a zničené kostely, kaple a synagogy v České republice |            |                                |           |                                 |                                  |                 |                                  |

Ve farnosti se mohou nacházet i další drobné sakrální stavby, místa římskokatolického kultu a pamětihodnosti, které neobsahuje tato tabulka.

## Příslušnost k farnímu obvodu
Z důvodu efektivity duchovní správy byl vytvořen farní obvod (kolatura) farnosti – děkanství Libochovice, jehož součástí je i farnost Libčeves, která je tak spravována excurrendo.